# Семенов Мінгіян Артурович
Мінгіян Артурович Семенов (рос. Мингиян Артурович Семёнов, 11 червня 1990) — російський борець греко-римського стилю, чемпіон Європи, володар Кубку світу, призер чемпіонату світу, олімпійський медаліст. Заслужений майстер спорту Росії з греко-римської боротьби.

## Життєпис
Боротьбою почав займатися з 2000 року. Був бронзовим призером чемпіонату Європи 2005 року серед кадетів.
Виступає за спортивне товариство «Динамо» Красноярськ. Тренери — Михайло Гамзін, Басанг Боктаєв.
Випускник Московського середнього спеціального училища олімпійського резерву № 1, студент Інституту фізичної культури, спорту і туризму Сибірського федерального університету в Красноярську.

## Державні нагороди
7 серпня 2012 р М. А. Семенову присвоїли звання Героя Калмикії за видатні спортивні досягнення, які уславили республіку. 13 серпня 2012 р М. А. Семенов був нагороджений медаллю ордена «За заслуги перед Вітчизною» 2-го ступеня за великий внесок у розвиток фізичної культури і спорту, високі спортивні досягнення на XXX Олімпіаді 2012 року в Лондоні.

## Спортивні результати на міжнародних змаганнях

### Виступи на Олімпіадах
| Змагання                    | Збірна | Вагова категорія                 | Місце  |
| --------------------------- | ------ | -------------------------------- | ------ |
| Літні Олімпійські ігри 2012 | Росія  | греко-римська боротьба, до 55 кг | Бронза |

### Виступи на Чемпіонатах світу
| Змагання                        | Збірна | Вагова категорія                 | Місце  |
| ------------------------------- | ------ | -------------------------------- | ------ |
| Чемпіонат світу з боротьби 2014 | Росія  | греко-римська боротьба, до 59 кг | Срібло |

### Виступи на Чемпіонатах Європи
| Змагання                         | Збірна | Вагова категорія                 | Місце  |
| -------------------------------- | ------ | -------------------------------- | ------ |
| Чемпіонат Європи з боротьби 2012 | Росія  | греко-римська боротьба, до 55 кг | 5      |
| Чемпіонат Європи з боротьби 2016 | Росія  | греко-римська боротьба, до 59 кг | Золото |
| Чемпіонат Європи з боротьби 2017 | Росія  | греко-римська боротьба, до 59 кг | Бронза |

### Виступи на Кубках світу
| Змагання                    | Збірна | Вагова категорія                 | Місце  |
| --------------------------- | ------ | -------------------------------- | ------ |
| Кубок світу з боротьби 2014 | Росія  | греко-римська боротьба, до 59 кг | Срібло |
| Кубок світу з боротьби 2017 | Росія  | греко-римська боротьба, до 59 кг | Золото |

### Виступи на інших змаганнях
| Змагання                                         | Збірна | Вагова категорія                 | Місце  |
| ------------------------------------------------ | ------ | -------------------------------- | ------ |
| Турнір Івана Піддубного 2012                     | Росія  | греко-римська боротьба, до 55 кг | Золото |
| Золотий Гран-прі з боротьби 2012 (Стамбул)       | Росія  | греко-римська боротьба, до 55 кг | Золото |
| Кубок Владислава Пітласинські 2012               | Росія  | греко-римська боротьба, до 60 кг | Золото |
| Вогні Москви 2012                                | Росія  | греко-римська боротьба, до 60 кг | Золото |
| Кубок Владислава Пітласинські 2013               | Росія  | греко-римська боротьба, до 60 кг | 5      |
| Вогні Москви 2013                                | Росія  | греко-римська боротьба, до 60 кг | Бронза |
| Меморіал Олега Караваєва 2013                    | Росія  | греко-римська боротьба, до 60 кг | Золото |
| Турнір Івана Піддубного 2014                     | Росія  | греко-римська боротьба, до 59 кг | 20     |
| Турнір Вехбі Емре 2014                           | Росія  | греко-римська боротьба, до 59 кг | Золото |
| Вогні Москви 2014                                | Росія  | греко-римська боротьба, до 59 кг | Золото |
| Кубок Владислава Пітласинські 2015               | Росія  | греко-римська боротьба, до 59 кг | Золото |
| Кубок Алроси 2015                                | Росія  | греко-римська боротьба, до 59 кг | Золото |
| Турнір Івана Піддубного 2016                     | Росія  | греко-римська боротьба, до 59 кг | Бронза |
| Чемпіонат Росії з боротьби 2016                  | Росія  | греко-римська боротьба, до 59 кг | Бронза |
| Гран-прі Іспанії з боротьби 2016                 | Росія  | греко-римська боротьба, до 59 кг | Бронза |
| Золотий Гран-прі з боротьби 2016                 | Росія  | греко-римська боротьба, до 59 кг | Бронза |
| Турнір Івана Піддубного 2017                     | Росія  | греко-римська боротьба, до 59 кг | Золото |
| Чемпіонат Росії з боротьби 2017                  | Росія  | греко-римська боротьба, до 59 кг | Срібло |
| Кубок Алроси 2017                                | Росія  | команда                          | Золото |
| Турнір Івана Піддубного 2018                     | Росія  | греко-римська боротьба, до 60 кг | Срібло |
| Чемпіонат Росії з боротьби 2018                  | Росія  | греко-римська боротьба, до 60 кг | Золото |
| Міжнародний турнір Любомира Івановича-Гедзи 2018 | Росія  | греко-римська боротьба, до 60 кг | Срібло |
| Меморіал Болата Турлиханова 2018                 | Росія  | греко-римська боротьба, до 60 кг | Бронза |
| Чемпіонат Росії з боротьби 2019                  | Росія  | греко-римська боротьба, до 60 кг | Бронза |
| Гран-прі Німеччини з боротьби 2019               | Росія  | греко-римська боротьба, до 60 кг | Золото |

### Виступи на змаганнях молодших вікових груп
| Змагання                                       | Збірна | Вагова категорія                 | Місце  |
| ---------------------------------------------- | ------ | -------------------------------- | ------ |
| Чемпіонат світу з боротьби серед юніорів 2009  | Росія  | греко-римська боротьба, до 55 кг | 5      |
| Чемпіонат Європи з боротьби серед кадетів 2005 | Росія  | греко-римська боротьба, до 42 кг | Бронза |